# Carlo De Benedetti
Carlo Debenedetti, conocido como Carlo De Benedetti (Turín, 14 de noviembre de 1934), es un empresario, ejecutivo, editor y periodista italiano naturalizado suizo. Nombrado Caballero a la Orden al Mérito del Trabajo y Oficial y luego Comendador de la Legión de Honor, recibió el título honoris causa en Derecho de la Universidad Wesleyana, Middletown, Connecticut (Estados Unidos).
Es apodado «el ingeniero», ya que se graduó en ingeniería electrotécnica e inscrito en el Colegio de Ingenieros de Turín desde 1972 con el número de inscripción 2776.

## Biografía

### Sus primeros años
Carlo De Benedetti (nombre real Debenedetti) nació en Turín (precedido por su hermano Franco) hijo de Rodolfo Debenedetti, judío de familia piamontesa, y Pierina Fumel, de origen francés y de fe católica. Su padre pertenecía a una familia de profesionales y banquero, pero fue el primero de la familia en incursionar en la industria: en 1921 fundó la Compagnia Italiana Tubi Metallici. Para sellar su estatus de «ricos burgueses», en 1935 los Debenedetti dejaron su anónima residencia de vía Bertola para mudarse a un exclusivo apartamento del senador Giovanni Agnelli, en la céntrica corso Oporto (actual corso Matteotti).
Su familia fue afectada por las leyes raciales fascistas debido a sus orígenes judíos y en 1943 se vio obligada a abandonar Italia obteniendo asilo político en Suiza. Tras sortear el peligro, regresó a Turín, donde Rodolfo reanudó su actividad empresarial y volvió a vivir en el mismo edificio que antes de la guerra.
Después de graduarse en ingeniería electro-técnica en el Politécnico de Turín (1958), prestó el servicio militar en los alpinos en Bra como soldado raso debido a su antimilitarismo y se casó con Mita Crosetti, hija de un conocido cardiólogo turinés, luego comenzó a trabajar en la empresa familiar. Junto con su hermano Franco adquirió en 1972 la Gilardini, una empresa cotizada en bolsa que hasta entonces se había dedicado a los negocios inmobiliarios y que los dos hermanos transformaron en una holding exitosa, enfocada principalmente en la industria metalúrgica. Carlo De Benedetti en la Gilardini ocupó los cargos de presidente y director general hasta 1976. En 1974 fue nombrado presidente de la Unión Industrial de Turín (fue solicitado por los hermanos Agnelli por su habilidad para dialogar con los comunistas) y en 1975 presidente regional de los industriales del Piamonte.
También tuvo una breve experiencia en masonería; en particular, «se hizo iniciar en una logia turinesa por gran simpatía natural hacia las tradiciones laicas en sus diversas expresiones culturales, pero solo asistió dos veces entre el otoño de 1973 y 1975. Decepcionado por promesas y expectativas, interrumpió toda relación con la logia, pero por un alto sentido de dignidad propia y de sus hermanos, no insinuó haber sido inducido». Fue regularizado como Maestro en el Gran Oriente de Italia el 18 de marzo de 1975 con el brevetto n. 21272.

### La experiencia FIAT
En 1976, gracias al apoyo de Gianni y Umberto Agnelli, este último su viejo compañero de escuela (en San Giuseppe, tercer grado, cuarto y quinto de gimnasio), fue nombrado director general de la FIAT. Como «dote» llevó consigo el 60 % del capital de Gilardini, que cedió a FIAT a cambio de una participación accionaria en la misma sociedad (el 5 %) vendida por el holding IFI. Mientras Umberto Agnelli dejó los cargos operativos porque fue elegido senador de la DC, De Benedetti intentó rejuvenecer la dirección de la empresa turinesa, nombrando managers leales a él (comenzando por su hermano Franco) para dirigir importantes unidades operativas del Grupo. Sin embargo, después de un breve período de cuatro meses —debido, se dijo, a «divergencias estratégicas»— abandonó el cargo en FIAT.
De Benedetti dio varias veces su versión de los hechos, la última después de la muerte de los hermanos Agnelli, en la ocasión de la conferencia de prensa celebrada el 26 de enero de 2009 en palacio Mezzanotte, en la que anunció su dimisión de la presidencia de todas las sociedades que había fundado: afirmó que las divergencias consistían en la fuerte reticencia de la familia Agnelli a reducir drásticamente el número de trabajadores. El ingeniero, continuando el discurso, reiteró que estas difíciles decisiones fueron tomadas por el Lingotto cuatro años más tarde; pero después de haber sufrido grandes pérdidas (una «barcada» de dinero, según sus palabras textuales).

### La adquisición de CIR y la entrada en Olivetti
En diciembre de 1976, De Benedetti adquirió las Concerie industriali riunite de los Condes Bocca. De Benedetti cambió el nombre de la empresa a CIR - Compagnie Industriali Riunite, vendió la actividad original en curtidurías y transformó la CIR en una gran holding industrial. La primera adquisición fue la de Sasib de Bolonia a la estadounidense AMF. En 1978 entró en Olivetti, de la cual se convirtió en presidente. En esta empresa, de nombre glorioso pero muy endeudada y con un futuro incierto, sentó las bases para un nuevo período de desarrollo, basado en la producción de ordenadores personales y en la ampliación de productos, añadiendo impresoras, fax, fotocopiadoras y registradoras de caja. En solo 24 meses, la empresa pasó de una pérdida de 70 000 millones al año a una ganancia de 50 000 millones, que alcanzó los 350 000 millones en 1983.
Precisamente en 1983, Olivetti abrió su capital a un gigante estadounidense de telecomunicaciones, AT&T: una inversión de 450 000 millones de liras, considerada en ese momento un récord como la inversión estadounidense única realizada en Italia, a cambio del 25 % del capital. La alianza duró cinco años. En 1984, Olivetti incorporó la empresa británica Acorn Computers, y la imagen de De Benedetti como un empresario iluminado (en ese momento declaraba votar republicano y haber votado solo una vez por el partido liberal para ayudar a Valerio Zanone) alcanzó su nivel más alto. Ya en 1979, sostuvo que la distancia entre la clase política y lo que la gente quiere había aumentado en los últimos años, arrastrando a Italia hacia una nueva República; en el verano de 1982 declaró a l'Unità que «la empresa Italia está en quiebra» y que «no se puede marginar a un tercio del país, el PCI, y luego lamentarse de que haga oposición. Por otro lado, el PCI no puede aislarse, haciendo que los demás se sientan felices por los pretextos que les ofrece»; en 1983 afirmó ser el paladín del capitalismo italiano: «Yo, Carlo De Benedetti, de cuarenta y nueve años, ciudadano italiano de profesión empresario, digo que me gusta ser capitalista y que estoy orgulloso de serlo». A principios de los años ochenta, «aunque continuaba conservando una preferencia pública por el Partido Republicano», comenzó a «establecer un vínculo» con el PCI de Berlinguer.
En 1981, CIR creó SOGEFI, una empresa global de componentes para automóviles, de la cual Carlo De Benedetti fue presidente durante veinticinco años antes de ceder el puesto a su primogénito Rodolfo, aunque conservó el cargo de presidente honorario. En 1985 se adquirió el grupo SME del IRI por un valor de 500 000 millones de liras Buitoni-Perugina (sector alimentario-dulcero), vendido aproximadamente tres años después a Nestlé por un valor de 1 600 000 millones de liras. También en 1988, el Ingeniero intentó la adquisición de la Société générale de Belgique, un importante conglomerado industrial belga pronunciando una frase que se hizo famosa: «He venido a tocar el final del recreo», pero fue exitosamente contrarrestado por la oposición del establishment local y del grupo francés Suez. En 2009, hablando de sus errores, dijo en una conferencia de prensa que «el mayor y más penoso fue, desde el punto de vista patrimonial, el de la Société Générale de Belgique».
Debido a una grave crisis en Olivetti, en 1996 De Benedetti decidió dejar la empresa (de la cual permaneció presidente honorario hasta 1999), después de haber fundado Omnitel. En un intercambio de cartas sobre el asunto con el número uno de Mediobanca, Enrico Cuccia, este le respondió: «¿Está usted realmente seguro de que el coraje es un buen consejero, especialmente cuando se arriesga, además de los propios, el dinero de los demás?».

### El Banco Ambrosiano
En 1981, De Benedetti entró en el capital del Banco Ambrosiano, dirigido entonces por el enigmático presidente Roberto Calvi. Con la compra del 2 % del capital, De Benedetti recibió el cargo de vicepresidente del Banco. Después de solo dos meses, el Ingeniero dejó la institución, ya al borde de la quiebra, explicando las razones tanto al Banco de Italia como al Ministerio de Hacienda y vendiendo su participación accionaria. De Benedetti fue acusado de haber obtenido una plusvalía de 40 000 millones de liras y, por ello, fue juzgado por complicidad en bancarrota fraudulenta. Fue condenado en primera instancia y en apelación a 8 años y 6 meses de prisión, sentencias que luego fueron anuladas por la Corte de Casación con la motivación de que no existían los fundamentos para el juicio.
Con su entrada en el Ambrosiano, comenzó a intensificarse el interés de De Benedetti por las finanzas, atraído también por el boom de aquellos años en la Bolsa, lo que le permitió recaudar 3000 millones de nuevos fondos. Empezó a adquirir una miríada de participaciones financieras, aseguradoras e industriales. También compró un sólido paquete de acciones de Montedison, que luego decidió vender a Raul Gardini, y entró directamente en el mundo financiero de masas al adquirir el fondo Spring, creado por un grupo de agentes de bolsa. Se expandió al extranjero a través de Cerus, adquiriendo Valeo y una participación significativa en Yves Saint Laurent. A partir de mediados de los años ochenta, la imagen del financiero terminó por prevalecer sobre la del empresario iluminado. Más de una vez, De Benedetti afirmó: «Debo hacer en una generación lo que otros han hecho en tres». Gianni Agnelli, quien lo tuvo más de una vez como adversario, lo definió como «un centometrista». En julio de 1992, De Benedetti dijo al New York Times: «Este es el país del bonsái. Si permaneces pequeño, en el mundo de los negocios nadie te molesta. Pero si quieres crecer, empiezan a acusarte de ser comunista o subversivo».

### El caso SME
El 29 de abril de 1985, Romano Prodi, en calidad de presidente del IRI, y Carlo De Benedetti, en calidad de presidente de Buitoni, firmaron un acuerdo preliminar para la venta del paquete mayoritario, el 64,36 % del capital social, de la SME, una financiera del sector agroalimentario del IRI, por 497 000 millones de liras. El consejo de administración del IRI, del cual solo el comité de presidencia estaba ya informado de la negociación, aprobó el acuerdo el 7 de mayo. El gobierno solicitó una evaluación sobre la conveniencia de la operación y Bettino Craxi declaró: «Si lo que se nos propone resulta un buen negocio, lo haremos. Si no, no». Por lo tanto, surgió un problema de valoración económica y social. El 24 de mayo (la fecha límite para la entrada en vigor del acuerdo, ya prorrogada desde el 10 de mayo, estaba prevista para el 28), el IRI recibió del estudio jurídico del abogado Italo Scalera una oferta de 550 000 millones (10 % más que la oferta de Buitoni, el mínimo para competir); la oferta no indicaba los nombres de los mandantes, que solo se revelarían en el momento de la posible firma, y el abogado Scalera, después de esa primera y única carta, no tuvo más contacto con el IRI.
Poco antes de la medianoche del 28 de mayo, fecha de vencimiento, llegó una oferta por telex de 600 000 millones (otro incremento mínimo del 10 %), aparentemente más ventajosa, de un consorcio, la IAR (Industrias Alimentarias Reunidas), compuesto por Barilla, Ferrero, Fininvest, a los que posteriormente se uniría Conserve Italia, una asociación de cooperativas «blancas». Luego llegaron más ofertas, pero el gobierno no dio la autorización prevista para la venta a ninguno de los posibles compradores y decidió mantener la SME en el ámbito público. Contra esta decisión, De Benedetti demandó al IRI ante el tribunal de Roma. Sin embargo, tanto en primera como en segunda instancia, los jueces no aceptaron las tesis de Buitoni.
La SME fue posteriormente vendida, pero no en bloque. De la venta separada de solo algunas de las empresas del Grupo se obtuvo más del doble de lo que se había ofrecido solo algunos años antes por De Benedetti.

### Grupo Espresso-Repubblica y el Lodo Mondadori
Después de intentar sin éxito adquirir, junto a Bruno Visentini, presidente de Olivetti y presidente del PRI, el Corriere della Sera, sacudido por el escándalo P2, y de intentar hacerse con Il Tempo de Roma, en 1987 De Benedetti entró, a través de CIR, en el sector editorial adquiriendo una participación significativa en Arnoldo Mondadori Editore y, a través de esta, en el grupo Espresso-Repubblica. En 1990 comenzó la «guerra de Segrate», que durante muchos meses enfrentó a Carlo De Benedetti y Silvio Berlusconi. Tanto CIR como Fininvest reclamaban acuerdos con la familia Formenton, heredera de las acciones de Mondadori. Un colegio de tres árbitros falló a favor de De Benedetti. Pero la familia Formenton impugnó el Lodo arbitral ante la Corte de Apelación de Roma y, en septiembre del mismo año, intervino en el juicio de apelación, junto con otros participantes en el pacto de sindicación entre los accionistas de la Holding Mondadori, Fininvest incluida.
La Corte de Apelación de Roma, con la sentencia del 14 de enero de 1991 (Relator Dr. Vittorio Metta), anuló el Lodo favorable a De Benedetti y así allanó el camino para Berlusconi en la posterior negociación para la partición final: La Repubblica, L'Espresso y los diarios locales Finegil para De Benedetti, mientras que Berlusconi recibió Panorama, el resto de Mondadori y una compensación de 365 000 millones de liras.
En 1996, sin embargo, la Fiscalía de Milán inició investigaciones que, como quedó claro en la Cassación en 2007, revelaron que la sentencia de 1991 de la Corte de Apelación de Roma en contra de De Benedetti fue en realidad comprada mediante la corrupción del juez Vittorio Metta con 400 millones de Fininvest. En 2011, el caso se resolvió con la sentencia de la Corte de Apelación de Milán, que, en parcial reforma de la sentencia de primera instancia, determinó en 540.141.059,32 euros (en lugar de 749.955.611,93 euros) el monto que Fininvest debía pagar a CIR en concepto de daños. En la Cassación en 2013 se confirmó la sentencia de Apelación.
En 1997, L'Espresso incorporó Repubblica y asumió la denominación de Grupo Espresso. A principios de los años noventa, el Ingeniero favoreció la entrada en el grupo de su hijo primogénito Rodolfo, quien en 1993 se convirtió en administrador delegado de CIR y en 1995 de la controladora Cofide-Grupo De Benedetti.

### La influencia en el centroizquierda italiano
El De Benedetti editor (aunque, como observa Giampaolo Pansa, «él no ha creado ninguno de los periódicos que posee. Simplemente los compró») desempeñó un «papel muy importante» en la evolución del centroizquierda italiano.
Afirmó haber sido decisivo en la designación de Francesco Rutelli como candidato a primer ministro del centroizquierda en las elecciones políticas de 2001, fue el primer sponsor de la liderazgo de Walter Veltroni en las políticas de 2008 y en diciembre de 2005, después de haber señalado a Veltroni y Rutelli como los dos líderes del naciente Partido Democrático, declaró que él sería el número 1 del nuevo PD; frase que luego será desmentida y reducida a una simple boutade por el propio interesado. Posteriormente, expresó juicios muy severos sobre Massimo D'Alema («Creo que D'Alema ha cometido muchísimos errores y ya no entiende a su gente»), y también dirigió algunas críticas a Pier Luigi Bersani: «Yo respeto mucho a Bersani, ha sido un excelente ministro […]. Pero como líder, vamos, es totalmente inadecuado. Él y D'Alema están matando al PD».
A finales de 2014, describió al secretario del PD y Presidente del Consejo Matteo Renzi como «un fuera de serie». Tres años después, en diciembre de 2017, cuando su papel era solo el de presidente honorario del grupo de empresas que había transferido a sus hijos, De Benedetti declaró en una entrevista con Corriere della Sera estar decepcionado con Renzi («Se equivocó en el referéndum, sobre todo se equivocó al no sacar consecuencias») y que podría incluso votar en blanco en las próximas elecciones.
Convocado por la CONSOB en febrero de 2016, De Benedetti habló sobre sus frecuentes relaciones con el presidente del Consejo Matteo Renzi, además de sus ministros Maria Elena Boschi y Pier Carlo Padoan. Además, reclamó la paternidad del Jobs Act y llegó a afirmar sobre el gobierno Renzi que «se llama gobierno, pero son cuatro personas». La transcripción se hizo pública en enero de 2018.

### Tangentopoli
En 1993, en plena tormenta de Tangentopoli, Carlo De Benedetti presentó al pool de Mani pulite un memorial en el que asumió la responsabilidad de todos los casos de los que tenía conocimiento y de aquellos de los que no tenía conocimiento. Ningún otro directivo de Olivetti fue objeto de medidas por parte de la Magistratura. En particular, De Benedetti admitió haber pagado sobornos por 10 000 millones de liras a los partidos de gobierno, necesarios para obtener un contrato con Poste italiane. Por iniciativa de la Fiscalía de Roma, fue arrestado y liberado el mismo día, para luego ser absuelto de algunas acusaciones y prescrito de otras. El encargado de la investigación era el PM Maria Anna Cordova; la juez de instrucción que dispuso la medida cautelar de arresto domiciliario era, en cambio, Augusta Iannini (esposa de Bruno Vespa).

### Los años 2000
En los años 2000, superados los problemas derivados de la crisis de Olivetti, el grupo CIR se volvió a centrar en sus actividades tradicionales en los medios (Gruppo Editoriale L'Espresso) y en la fabricación de componentes para automóviles (SOGEFI), además de crear nuevas actividades en el ámbito de la sanidad socio-asistencial con el grupo KOS y en el sector energético con Sorgenia, que en pocos años se convertiría en uno de los principales operadores italianos en electricidad y gas, aunque atrajo duras críticas por su retorno al carbón y por las muertes causadas por Tirreno Power, del grupo Sorgenia.
En el verano de 2005, De Benedetti fundó la sociedad de inversiones Management&Capitali (M&C) a través de la filial Cdb Web Tech Spa. Inicialmente, el capital de M&C estaba controlado en un 90 % por esta sociedad y un 10 % por la dirección. Posteriormente, con un aumento de capital, entraron en la accionariado también Schroders Investment Management, Cerberus Capital Management LP y Goldman Sachs. En el capital de M&C, destinado al rescate de empresas en dificultades y por eso conocido como «salvaempresas», también debía entrar con una participación significativa Silvio Berlusconi, su adversario de larga fecha en la vicenda SME y en el Lodo Mondadori. Debido a las reacciones e insinuaciones que siguieron, De Benedetti renunció a la participación del emprendedor milanés. El aumento en Bolsa del valor de las acciones, debido a la noticia de la entrada de Fininvest, produjo un beneficio financiero y acusaciones de insider trading por las cuales De Benedetti habría pagado una sanción de 30 000 euros. También Cdb Web Tech fue acusada de insider trading: en el verano de 2010, la Consob impuso una multa de 3,5 millones de euros a la empresa y a seis personas físicas (incluidos familiares de De Benedetti) por abuso de información privilegiada en relación con la creación de M&C.
Desde 2006, De Benedetti volvió a dirigir personalmente sus actividades editoriales, sucediendo a Carlo Caracciolo en el cargo de presidente del Grupo Editorial L'Espresso. El 26 de enero de 2009, durante una conferencia de prensa, De Benedetti anunció su decisión de dejar todos los cargos operativos dentro del grupo CIR por razones de edad, manteniendo solo - a solicitud del Consejo de Administración - la presidencia del Grupo Editorial L'Espresso. Las delegaciones operativas del grupo CIR fueron confiadas a su hijo primogénito Rodolfo. En los meses siguientes, el Ingeniero también abandonó todos los cargos en Management&Capitali.
Desde 2008 es miembro del consejo de vigilancia de la Compagnie financière Edmond de Rothschild banque de París. En 2008, la estructura accionarial cambió nuevamente con la salida de algunos socios iniciales y la entrada, como segundo accionista, de SeconTip, una sociedad del grupo TIP SpA, dirigido por el banquero Giovanni Tamburi y algunas importantes familias empresariales. A finales de 2010, el Ingeniero lanzó una oferta pública sobre la sociedad a través del vehículo Per SpA. Durante la campaña para la sucesión a la presidencia de Confindustria en 2012, apoyó al candidato Bombassei y al mismo tiempo se mostró favorable a mantener el artículo 18.
En 2014 promovió la creación de la «Fundación Make in Italy Cdb onlus», de la cual ocupa el cargo de Presidente Honorario. La Fundación tiene como objetivo apoyar la creación de FabLab y, en general, iniciativas de difusión de la fabricación digital.

### Las relaciones con Scalfari
Las relaciones con Eugenio Scalfari fueron durante muchos años muy buenas, tanto es así que De Benedetti fue uno de los financiadores que permitieron la creación de Repubblica. Alguna tensión se registró a finales de los años ochenta, cuando De Benedetti deseaba el control de Repubblica, mientras que Scalfari y Carlo Caracciolo temían quedar «rodeados» como «una casita dentro de un gran plan de urbanización», llegando a ofrecer una parte del periódico a Silvio Berlusconi. Sin embargo, el Ingeniero terminó adquiriendo la propiedad de Repubblica y Scalfari y Caracciolo obtuvieron importantes beneficios.
En diciembre de 2017, cuando De Benedetti ya no estaba en la empresa, Scalfari declaró públicamente en el programa de televisión Di martedì que si en las próximas elecciones tuviera que elegir entre Silvio Berlusconi y Luigi Di Maio, su elección sería a favor de Berlusconi. De Benedetti entonces concedió una entrevista polémica al Corriere della Sera en la que sostenía que con esa declaración, Scalfari había «dañado gravemente» a Repubblica, afirmando: «Scalfari ha sido tan grande en inventar Repubblica y un estilo de periódico que sería mejor que preservara su pasado. […] Creo que lo hizo por vanidad, para recuperar protagonismo. Pero fue un golpe en el estómago para gran parte de los lectores de Repubblica, incluyéndome». De Benedetti también comentó: consideraba «bellísima, elegante, innovadora» la nueva gráfica de Repubblica («Un restyling muy exitoso»), pero recordó que «un periódico necesita corrientes, energías. Un periódico no es solo leche y miel; es carne, es sangre. Puede tener curvas, pero también debe tener aristas». También dijo que no estaba «absolutamente de acuerdo» con la fórmula de codirección elegida para el diario.
Pocos días después, Marco De Benedetti, presidente del Grupo Gedi, editor de Repubblica, intervino con una carta afirmando que las «opiniones del padre no reflejan las de los accionistas ni las de los directivos de Gedi». Scalfari, en una transmisión televisiva, Carta Bianca, respondió a las declaraciones de De Benedetti: «Yo ya no tengo más relaciones con él».
El 17 de enero de 2018, al intervenir en el programa de televisión Otto e mezzo, De Benedetti marcó aún más su distancia de Eugenio Scalfari, a quien describió como «un señor muy anciano que ya no es capaz de responder preguntas. Le he dado un paquete de miles de millones, es un ingrato»; además, criticó la dirección de Repubblica bajo Mario Calabresi (recientemente acompañado en la dirección por Tommaso Cerno, exdirector de L'Espresso) y el momento que atravesaba el diario, afirmando: «Un consejo a Repubblica: Don Abbondio decía que quien no tiene coraje no puede dárselo». En una entrevista en Repubblica, Scalfari respondió preguntándose si las declaraciones de De Benedetti eran compatibles con su cargo de presidente honorario de la editorial; también dijo: «Ama Repubblica como aquellos ex que intentan mancillar a la mujer que amaron mal y que ya no aman».

### La sucesión y la polémica con los hijos
En 2012 dejó a sus tres hijos las acciones de control del grupo, con Rodolfo, el primogénito, como presidente ejecutivo de CIR y de Cofide. El traspaso completó el proceso de sucesión iniciado tres años antes con la renuncia, a principios de 2009, a los cargos operativos en la cúpula del grupo, con la única excepción de los relacionados con la actividad editorial. El último traspaso se realizó en junio de 2017, cuando dejó al segundo hijo, Marco, la presidencia de GEDI Gruppo Editoriale, la empresa editorial creada poco antes, en mayo, por la fusión del Grupo Editoriale L'Espresso (editor del periódico la Repubblica) con La Stampa e Il Secolo XIX de John Elkann y Carlo Perrone.
En la primavera de 2019, un consorcio formado por el empresario Flavio Cattaneo (anterior CEO de Terna desde 2005 hasta 2014 y de Telecom Italia desde 2016 hasta 2017), el fondo Peninsula y una tercera persona cuya identidad no reveló, mostró interés en adquirir el grupo Gedi, valorado en aproximadamente 190 millones de euros. La oferta no se formalizó. Poco después mostró interés también la francesa Vivendi, pero sin seguimiento. A mediados de octubre de 2019, causó revuelo la inesperada oferta presentada por Carlo De Benedetti, presidente honorario del grupo editorial: a través de su sociedad financiera Romed, el Ingeniero propuso adquirir el 29,9 % de Gedi por unos cuarenta millones, a 25 céntimos por acción, valorando la empresa en 129 millones. En una carta, Carlo De Benedetti sostuvo que «la iniciativa tiene como objetivo relanzar el grupo». La propuesta, no acordada, fue rechazada con una serie de polémicas entre el padre, que renunció a la presidencia honoraria, y los hijos Rodolfo y Marco.
Después de que ya a finales de noviembre de 2019 circularan rumores sobre una venta del grupo a John Elkann, se confirmó a principios de diciembre: Exor NV, la sociedad financiera holandesa que es la caja fuerte de la familia Agnelli y que en Gedi ya tenía una participación de casi el 6 %, adquirió por 102,4 millones (28 céntimos por acción) el paquete mayoritario del grupo editorial. La contraparte era Cir, holding de los De Benedetti que poseía el 43,7 % del grupo y que, sin embargo, mantendrá una participación del 5 % en la empresa. Exor compró la participación de Cir con una prima de más del 64 % sobre el cierre de la Bolsa del viernes del título Gedi y, posteriormente, lanzará al mismo precio una opa obligatoria sobre el capital total que aún no poseía a través de una nueva sociedad «vehículo»; finalmente, llevará el título al delisting.
La cesión se completó el 23 de abril de 2020, cuando el fondo Exor (propiedad de Elkann) compró la totalidad de las acciones de Cir a través de Giano Holding, convirtiéndose en el accionista mayoritario del grupo y acordando además la compra también de las acciones de propiedad de Giacaranda Caracciolo (hija del príncipe Carlo Caracciolo) y de Carlo Perrone. La venta fue duramente criticada por Carlo De Benedetti en una entrevista con Il Foglio, en la que acusaba a Elkann de querer «desnaturalizar» Repubblica.

### Nace el periódico Domani
El 4 de mayo de 2020, a los 85 años, De Benedetti constituyó en Turín la sociedad Editoriale Domani Spa con un capital de 10 millones para lanzar en otoño un periódico de centro-izquierda llamado Domani. Presidente de la sociedad, de la que el Ingeniero es accionista único, es Luigi Zanda, quien dimite de su cargo de tesorero del Partido Democrático. El director designado del periódico es Stefano Feltri, ya vicedirector de Il Fatto Quotidiano y responsable del blog ProMarket.org. El consejo de administración está compuesto por Giovanni Canetta, Federica Mariani, Massimo Segre, Virginia Ripa di Meana, Grazia Volo.
El 25 de mayo de 2020, Domani Spa adquirió el 15 % de la editorial Skira Editore.

## Vida privada
Del primer matrimonio en 1959 con Mita Crosetti tuvo tres hijos: Rodolfo De Benedetti, casado con la escritora Emmanuelle de Villepin; Marco, casado con la periodista Paola Ferrari; Edoardo, casado con Ilgi Suna Erel. En 1997, Carlo De Benedetti se casó con la actriz Silvia Monti.

### La ciudadanía suiza
Desde 2009 también adquirió la ciudadanía suiza. Justificó esta decisión con motivos afectivos, declarando que, sin embargo, continuaría pagando impuestos en Italia. Sin embargo, recibió fuertes críticas, por parte de algunos medios de comunicación, por haber tomado esta decisión por motivos fiscales. A tales acusaciones, De Benedetti respondió que siempre había pagado impuestos en Italia.
En 2010 trasladó su residencia civil a Dogliani (CN), pero en 2015 anunció que había trasladado su residencia fiscal y domicilio a Sankt Moritz, en Suiza.

## Asuntos judiciales

### Difamación
En enero de 2015 comenzó un proceso por difamación contra Marco Tronchetti Provera, quien había dicho que De Benedetti «ha sido muy discutido por ciertos balances de Olivetti, por el escándalo relacionado con los equipos en las Poste Italiane, que fue apartado de Fiat, involucrado en la quiebra del Banco Ambrosiano, y que terminó en la cárcel por los asuntos de Tangentopoli».
El 21 de septiembre del mismo año, Tronchetti fue absuelto por el Tribunal de Milán; De Benedetti había solicitado una indemnización de 500 000 euros mientras que la fiscalía había pedido una multa de 1.000 euros.

### Asbesto
En el siguiente octubre, De Benedetti fue procesado por el Tribunal de Ivrea, junto a otras 16 personas incluyendo a Corrado Passera, Roberto Colaninno y su hermano Franco, en relación con las investigaciones sobre las muertes por asbesto de catorce extrabajadores de los establecimientos Olivetti. El juicio de primera instancia, iniciado en noviembre, concluyó el 18 de julio de 2016 con la condena del empresario a cinco años y dos meses de prisión por siete casos de homicidio culposo y dos de lesiones. Esta sentencia fue revertida en apelación con la absolución en abril de 2018, aunque la Fiscalía de Turín presentó un recurso ante la Corte de Casación. En octubre de 2019, la Corte de Casación absolvió a Carlo De Benedetti de manera definitiva.

### Insider trading
A raíz de una denuncia de la CONSOB, en 2015 la fiscalía de Roma abrió una investigación sobre el insider trading, en la cual también fueron interrogados De Benedetti y el Primer Ministro Matteo Renzi; entre los documentos de la investigación se encuentra una grabación telefónica cuya transcripción se hizo pública en enero de 2018. En la llamada, ocurrida el 16 de enero de 2015, De Benedetti invitaba a su operador financiero Gianluca Bolengo a comprar acciones de los bancos populares, revelando que Renzi le había informado sobre la segura aprobación en pocos días del decreto bancario por parte del gobierno; esto le permitió invertir 5 millones de euros obteniendo en poco tiempo 600 000 euros de ganancia.

## Obras
- La aventura de la nueva economía, Milán, Longanesi & C., 2000.
- Cien mil pinchazos con Federico Rampini y Francesco Daveri, Milán, Mondadori, 2008.
- Implicarse, Turín, Einaudi, 2012.
- Radicalidad. El cambio que Italia necesita, Solferino, 2023, ISBN 978-8-82-821269-0.

## Reconocimientos
- Doctorado honoris causa en Derecho por la Universidad Wesleyana, Middletown, Connecticut (1986)[82]

## Condecoraciones

### Honores italianos
- Ordine al merito del lavoro «Licenciado en ingeniería eléctrica, ha desarrollado una brillante carrera directiva, ocupando altos cargos en destacadas empresas industriales y financieras. Es presidente y director general de Olivetti, de la que es uno de los principales accionistas. Bajo su impulso, Olivetti está logrando objetivos halagüeños en el sector de la electrónica, que la sitúan entre las empresas líderes del sector. De Benedetti ocupa cargos de responsabilidad en varias otras empresas: vicepresidente y director general de Compagnie Industriali Riunite, vicepresidente, fundador y uno de los principales accionistas de Euromobiliare S.p.A. de Milán, una de las mayores empresas financieras de Italia, vicepresidente de Hermes Precisa Internacional.»[83]
- Medaglia ai benemeriti della cultura e dell'arte [84]

### Honores extranjeros
- Medalla de Plata al Mérito de la República de Austria—Viena, 2006
- Comandante de la Legión de Honor (Francia) - cinta para uniforme ordinario—Roma, 4 de marzo de 2014[89]
- Oficial de la Legión de Honor (Francia) - cinta para uniforme ordinario—1987